# Pfarrkirche Ebersdorf (Steiermark)

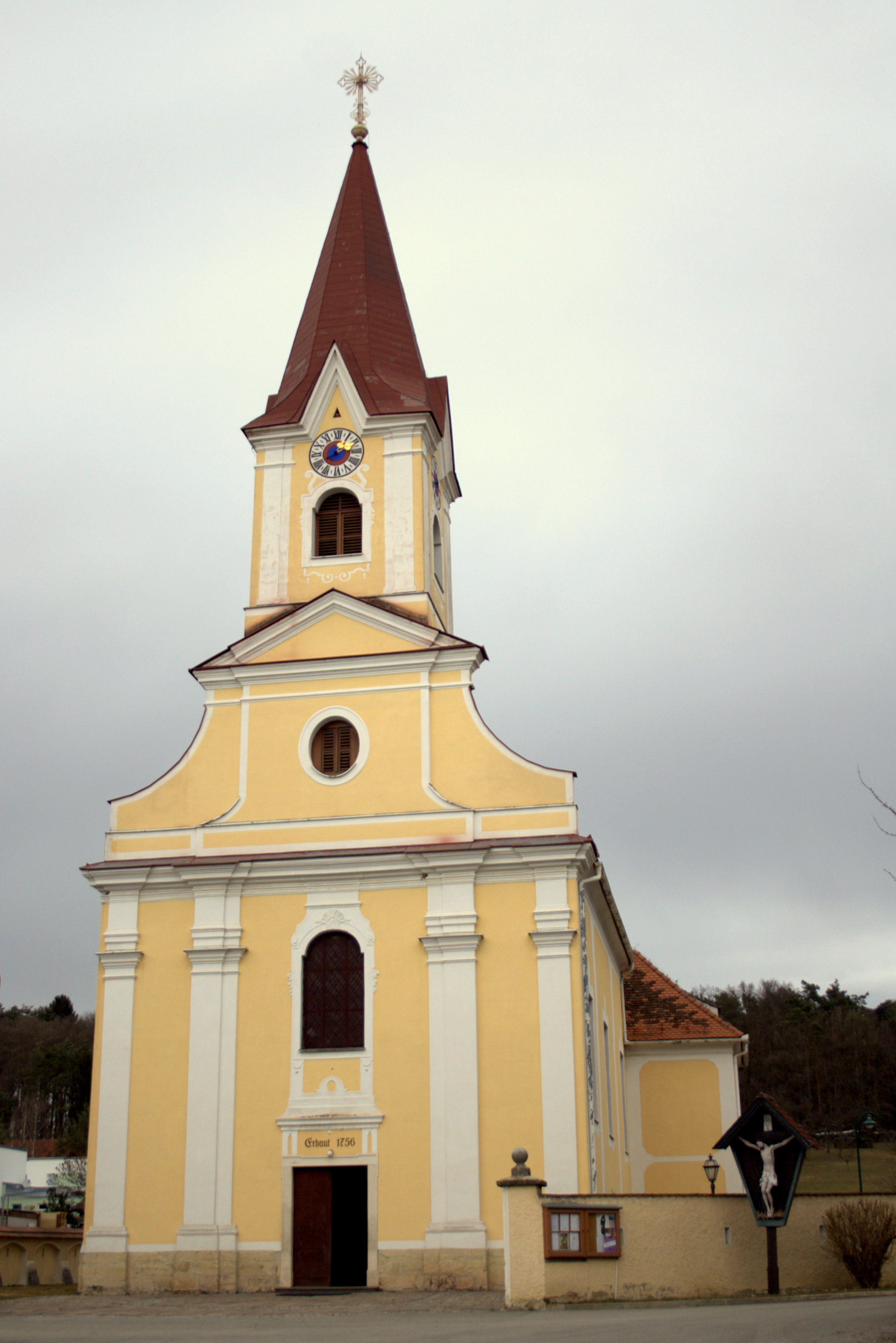
Pfarrkirche hl. Helena

Die römisch-katholische Pfarrkirche Ebersdorf steht im Ort Ebersdorf in der Gemeinde Ebersdorf in der Steiermark. Die Pfarrkirche hl. Andreas gehört zum Dekanat Hartberg in der Diözese Graz-Seckau. Die Kirche und die umgebende Wehrmauer stehen unter Denkmalschutz.

## Geschichte
Die Dunkelsteiner errichteten 1170 eine Kapelle. Von 1756 bis 1758 wurde eine Kirche erbaut. Von 1881 bis 1891 erfolgte eine Renovierung.

## Architektur
Die Westfront ist mit einem Fassadenturm mit Pilastergliederung und Dreieckgiebel mit der Jahresangabe 1756 ausgestattet. Über der Vorhalle befindet sich der Orgelchor. Das zweijochige Langhaus hat ein Platzlgewölbe und Gurten auf vorschwingenden Mauerpfeilern. Der eingezogene einjochige Chor mit einem Halbkreisschluss hat ein Stichkappengewölbe. Die Sakristei hat eine Empore.
Außen an der Südwand befindet sich ein römischer Grabstein mit Brustbildern eines Ehepaars mit Tochter aus dem 1. Jahrhundert. In der umgebenden Wehrmauer ist ein Grabstein zum kaiserlichen Hauptmann Steinpaiß mit der Jahresangabe 1590.

## Ausstattung

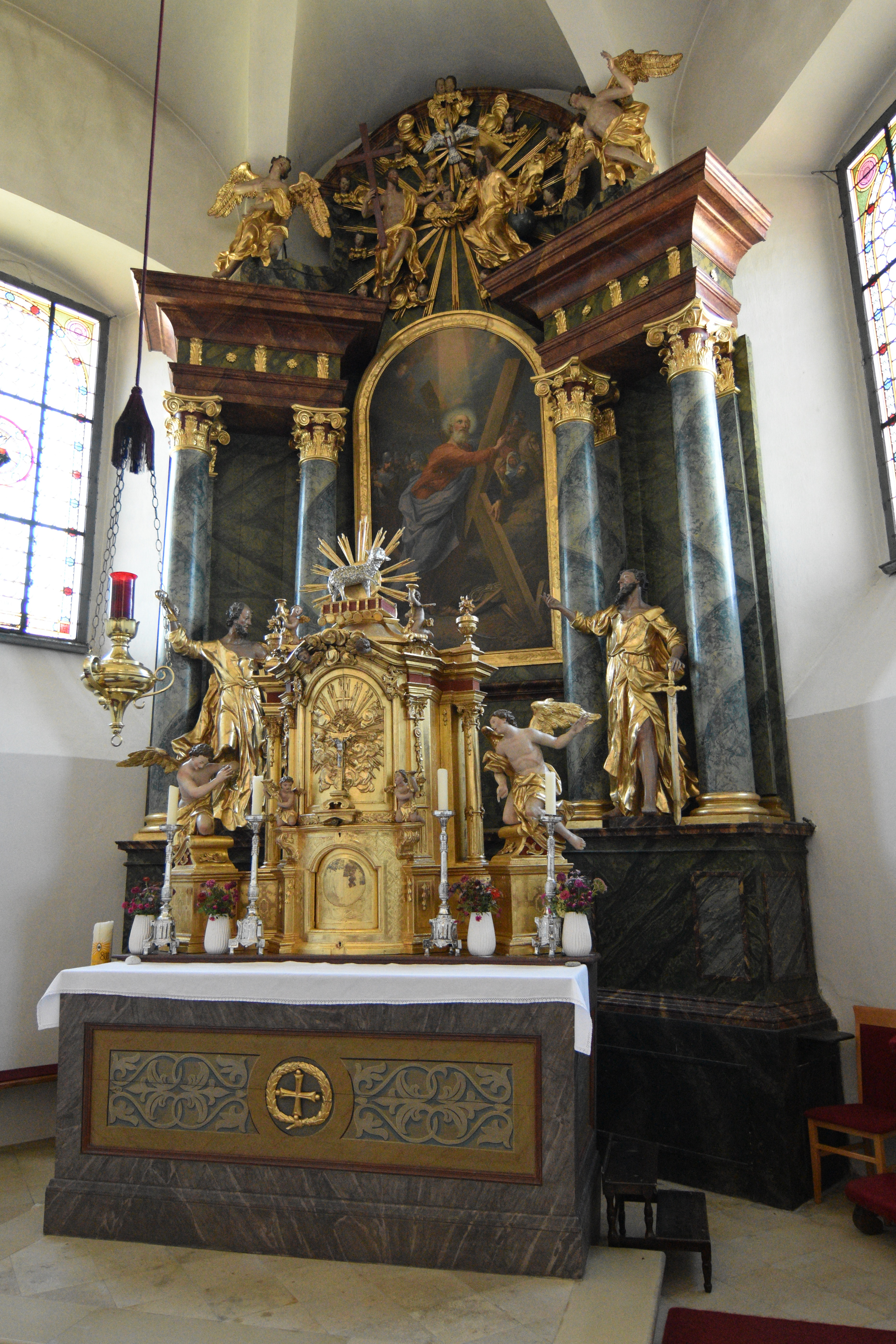
Der Altar

Die spätbarocke Einrichtung schuf der Bildhauer Jakob Peyer (1767). Der Hochaltar mit einem neueren Aufbau nach einem Entwurf von Johann Kottmayr (1840) zeigt das 1962 restaurierte Altarbild hl. Andreas vom Maler Josef A. Wonsiedler (1840). Das Taufbeckengehäuse ist aus dem 3. Viertel des 18. Jahrhunderts.
Die Orgel baute 1788 Franz Xaver Schwarz.